# Доктор Голливуд
«Доктор Голливуд» (англ. Doc Hollywood) — американский кинофильм 1991 года режиссёра Майкла Кейтона-Джонса.
Премьера в США — 2 августа 1991 года.

## Сюжет
Молодой энергичный хирург из Вашингтона Бенджамин Стоун получает выгодное предложение перейти на работу в престижную голливудскую клинику пластической хирургии. На своём Porsche 356 он устремляется в Калифорнию, но по пути, в захолустном южнокаролинском городке Грэди, отруливая от вышедшей на дорогу коровы, случайно таранит придорожную ограду. Машину приходится сдать в ремонт, а кроме того, местный судья, который и мастерил злосчастную ограду, приговаривает Бена к исправительным общественным работам. Таким образом, он вынужден остаться здесь на целую неделю и переходит в подчинение здешнего врача Аврелия Хога. Вместе с тем местные жители рады появлению нового специалиста и окружают молодого доктора всесторонней заботой, выражая надежду, что ему понравится и он останется здесь на постоянной основе. Конечно, Бен этого не планирует… до тех пор, пока не встречает Лу, красивую, интеллигентную, но с крепким характером, девушку, которая как раз работает в больнице, где ему предстоит провести ближайшую неделю, и Бен не знает что делать — Лу ему очень нравится, но жизнь в этом городке прямо противоположна той жизни, к которой он привык, и теперь ему предстоит непростой выбор, тем более, что за девушкой ухаживает местный молодец Хэнк.

## В ролях
| Актёр               | Роль                           |
| ------------------- | ------------------------------ |
| Майкл Джей Фокс     | доктор Бенджамин Стоун         |
| Джули Уорнер        | Виалула, «Лу»                  |
| Барнард Хьюз        | доктор Аврелий Хог             |
| Бриджит Фонда       | Ненси Ли Николсон              |
| Вуди Харрельсон     | Хэнк Гордон                    |
| Джордж Хэмилтон     | доктор Хальберстром            |
| Дэвид Огден Стайерс | мэр Ник Николсон               |
| Фрэнсис Стернхаген  | Лиллиан                        |
| Мел Уинклер         | Мелвин механик                 |
| Хелен Мартин        | Мэдди из группы приветствующих |
| Робертс Блоссом     | судья Эванс                    |